# Vœuil-et-Giget

Vœuil-et-Giget este o comună în departamentul Charente, Franța. În 1 ianuarie 2022 avea o populație de 1.594 de locuitori.